# Dingxing
Dingxing (chinesisch 定兴县, Pinyin Dìngxīng Xiàn) ist ein chinesischer Kreis der bezirksfreien Stadt Baoding in der Provinz Hebei. Er hat eine Fläche von 709,9 km² und zählt 517.874 Einwohner (Stand: Zensus 2010).
Die Yicihui-Steinsäule (Yicihui shizhu 义慈惠石柱) aus der Zeit der Nördlichen Qi-Dynastie und der Ciyun-Pavillon (Ciyun ge 慈云阁) aus der Zeit der Yuan-Dynastie stehen seit 1961 bzw. 1996 auf der Liste der Denkmäler der Volksrepublik China.